# Prettenhoffer Imre
Prettenhoffer Imre (Csurgó, 1900. október 16. – Szeged, 1980. november 5.) magyar agrármérnök, vegyészmérnök, agrokémikus, talajvegyész.

## Életpályája
A Budapesti Műegyetemen vegyész diplomát szerzett 1924-ben. 1924–1926 között a ’Sigmond Elek-iskola tagjaként kezdte pályafutását. 1926-ban Szegedre, az Alföldi Mezőgazdasági Intézet Talajtani és Agrokémiai Kísérleti Állomására kerül, ahol Herke Sándor (1882–1970) munkatársa volt. 1944-től a Talajtani Kísérleti Intézet igazgatója volt.

### Munkássága
A Duna-Tisza közi szikesek megismerésében, javítási lehetőségeinek kidolgozásában végzett kutatásokat. Kidolgozta a gyengén lúgos szolonyec talajok javításának kombinát módszerét, a talajjavításokat megelőző talajfelvételezés módszertanát, és laborvizsgálati módszerek fejlesztésével is foglalkozott. Munkássága nyomán terjedt el a karbonát-mentes szikesek javítása kalcium-karbonáttal, az átmeneti szikesek kombinált javítása kalcium-karbonát és gipsz, továbbá lignitpor alkalmazásával. Munkásságát az Akadémiai Kiadó által kiadott "A hazai szikesek javítása és hasznosítása" című 1969-es könyvében foglalta össze.

## Családja
Szülei: Prettenhoffer Ödön és Szini-Sebő Auguszta (?-1938) voltak. 1970-ben, Budapesten házasságot kötött Lábos Izabellával.

## Művei
- A hazai szikesek javítása és hasznosítása (1969)
- A mésztelen szikesek javítása gépierővel
- Útmutató a mésztelen szikesek megjavítására